# Хуан Агилера Арањеда
Хуан Агилера Арањеда (Ретиро, 23. октобар 1903 - Коронел, 21. октобар 1979 ) је био чилеански играч који је играо на позицији нападача . 
Био је део чилеанског тима који је учествовао на Светском фудбалском купу 1930. године . 

## Биографија
Рођен је 1903. у Ретиру, предграђу Коронела, пореклом од првих емиграната који су се 1800. ту доселили. Педро, његов отац, радио је у Маулеу и ту се оженио Хортенцијом Муњоз. У Хуановој породици је било још четворо деце:  Алисија, Магали, Силвија и Цезар. 
Хуан је играо за Коронелове екипе "Швагер" и "Аудак Депортиво", а потом је играо за Аудак Италиано све док 1930. није био позван у национални тим, када је имао само 26 година. 
Умро је у својој кући у Коронелу 1979. године. 

## Национална селекција
Представљао је Чиле током 1930. године кад је учествовао на Светском купу и био је стартер у мечу против Аргентине. Ово му је био једини меч за репрезентацију. 

### Учешће на светским куповима
| Турнир           | Домаћин првенства | Број утакмица |
| ---------------- | ----------------- | ------------- |
| 1930 Светски куп | Уругвај           | 1             |